# 173108 Ingola
173108 Ingola è un asteroide della fascia principale. Scoperto nel 1960, presenta un'orbita caratterizzata da un semiasse maggiore pari a 3,9466542 UA e da un'eccentricità di 0,3309979, inclinata di 0,75888° rispetto all'eclittica.